# Ponthieva phaenoleuca
Ponthieva phaenoleuca là một loài thực vật có hoa trong họ Lan. Loài này được (Barb.Rodr.) Cogn. miêu tả khoa học đầu tiên năm 1895.